# Siluan (Şalari)
Siluan (světským jménem: Marin Dmitrievici Şalari; * 19. dubna 1977, Văratic) je moldavský duchovní Moldavské pravoslavné církve, biskup orhejský a vikarijní biskup kišiněvské eparchie.

## Život
Narodil se 19. dubna 1977 ve vesnici Văratic v okresu Rîșcani. V letech 1984–1992 navštěvoval školu ve své rodné obci a roku 1991 byl přijat jako poslušnik do monastýru Saharna v okrese Rezina. Dne 17. srpna 1992 byl postřižen na rjasofora a 23. prosince představeným monastýru na monacha se jménem Siluan na počest svatého Silvána z Athosu.
Dne 8. ledna 1996 byl metropolitou kišiněvským a celého Moldavská Vladimirem (Cantareanem) rukopoložen na hierodiakona a 13. června na jeromonacha.
V letech 1996–2000 navštěvoval Kišiněvský duchovní seminář a a v letech 2003–2008 Kišiněvskou duchovní akademii.
Dne 31. května 1999 byl metropolitou Vladimirem povýšen na igumena a 5. srpna byl ustanoven představeným monastýru Curchi v okrese Orhei.
Dne 21. dubna 2001 byl metropolitou Vladimirem povýšen na archimandritu a 24. září 2002 mu bylo uděleno sloužit liturgii s igumenským žezlem.
Od října 2002 do února 2016 byl předsedou eparchiálního oddělení pro záležitosti monastýrů. Dne 30. prosince 2010 byl jmenován blagočinným chrámů okresu Orhei.
Roku 2015 započal doktorandské studium na Moldavské akademii věd.
Dne 11. února 2016 byl Archijerejským synodem zvolen předsedou nového synodního oddělení pro záležitosti monastýrů a mnišství v Moldavské pravoslavné církvi a 21. října 2016 byl zvolen biskupem orhejským a vikarijním biskupem kišiněvské eparchie.
Dne 28. října 2016 byl v chrámu Všech svatých monastýru Danilov v Moskvě oficiálně jmenován biskupem a 4. listopadu proběhla v chrámu Zesnutí přesvaté Bohorodice v Moskvě jeho biskupská chirotonie. Světiteli byli patriarcha moskevský Kirill, metropolita kišiněvský a celého Moldavska Vladimir (Cantarean), metropolita volokolamský Ilarion (Alfejev), metropolita tamasoský Isaias (Kykkotis) (Kyperská pravoslavná církev), arcibiskup tiraspolský a dubǎsarský Sava (Volkov), biskup cahulský a comratský Anatolie (Botnari), biskup unghenský a nisporenský Petru (Musteață), biskup solněčnogorský Sergij (Čašin), biskup seattlejský Feodosij (Ivaščenko), biskup edineţský a bricenský Nicodim (Vulpe) a biskup sorokský Ioan (Moșneguțu).